# Jaan Anvelt
Jaan Anvelt (ur. 18 kwietnia 1884 w Orgu, zm. 11 grudnia 1937 w Moskwie) – estoński działacz komunistyczny.

## Życiorys

### Wczesna działalność
Urodzony w guberni inflanckiej w estońskiej rodzinie chłopskiej. Ukończył seminarium nauczycielskie w Dorpacie, pracował w latach 1905-1907 jako nauczyciel. Następnie w 1912 r. w trybie eksternistycznym ukończył studia na Wydziale Prawa Uniwersytetu Petersburskiego. 
W 1907 r. wstąpił do Socjaldemokratycznej Partii Robotniczej Rosji, związał się z frakcją bolszewicką. Działał w Petersburgu oraz na ziemiach estońskich, w latach 1912-1914 redagując w Narwie bolszewicką gazetę „Kiir” (Promień). Posługiwał się pseudonimami Eesaare Aadu, Jaan Hulmu, Kaarel Maatamees, Jaan Holm, Onkel Kaak, N. Al't. Oprócz artykułów publicystycznych pisał także opowiadania.

### Rewolucja rosyjska. Próby przejęcia przez komunistów władzy w Estonii
Podczas rewolucji lutowej został przewodniczącym tymczasowego komitetu rewolucyjnego Narwy, a następnie narewskiej rady delegatów robotniczych i żołnierskich, w 1917 r. wrócił również do redagowania pisma „Kiir”. Należał do estońskiego komitetu partii bolszewickiej oraz do jej komitetu w Rewlu. Po wyborach do dum miejskich z sierpnia 1917 został przewodniczącym dumy miejskiej Rewla. Stał na czele Komitetu Wykonawczego Rad Delegatów Estonii (1917-1918). Pod jego kierownictwem bolszewicy przejęli władzę w Rewlu 23-24 października (5-6 listopada), a więc jeszcze przed tym, gdy dokonali przewrotu w Piotrogrodzie.
Kiedy wkroczenie wojsk niemieckich zmusiło bolszewików do wycofania się z Rewla, Anvelt przedostał się do Piotrogrodu, gdzie powierzono mu obowiązki komisarza regionu północno-zachodniego, a następnie komisarza ds. narodowości w regionie północnym. Gdy w końcu listopada 1918 r. czerwona 7 Armia wkroczyła do Pskowa i Narwy, w drugim z wymienionych miast Anvelt ponownie pokierował próbą utworzenia bolszewickiego rządu Estonii - Estońskiej Komuny Ludu Pracującego. Został przewodniczącym jej Rady Komisarzy Ludowych, pełnił także obowiązki komisarza spraw wojskowych.
Wojska proklamowanej w lutym 1918 r. niepodległej Estonii pod dowództwem gen. Johana Laidonera z pomocą brytyjskiego korpusu interwencyjnego i z taktycznym wsparciem sił białych operujących w regionie pskowskim zmusiły jednak siły czerwonych do wycofania się z Estonii. Estońska Komuna Ludu Pracującego opuściła Narwę 19 stycznia 1919 r. i w tym samym miesiącu została formalnie rozwiązana. 
Anvelt pozostał członkiem Biura Zagranicznego przy KC Komunistycznej Partii Estonii, od października 1919 r. będąc również komisarzem politycznym w Armii Czerwonej. Od lutego 1920 do lutego 1921 r. dowodził Piotrogrodzkim Rejonem Umocnionym. 

### Działalność w Estonii w latach 1921-1925
W 1921 r. udał się do Estonii. Był jednym z przywódców nielegalnej, działającej w podziemiu Komunistycznej Partii Estonii, liczącej rok później 1320 członków, zaś w 1924 - 2 tys. członków i 120 lokalnych komórek, a nadto posiadającej dominujące wpływy w związkach zawodowych. Popularności idei socjalistycznych i komunistycznych sprzyjała trudna sytuacja ekonomiczna Estonii w pierwszych latach jej niepodległości. W listopadzie 1924 r. na polecenie Moskwy estońscy komuniści podjęli próbę przejęcia władzy drogą zbrojnego powstania. Anvelt kierował przygotowaniami do niego, lecz wyznaczony na 1 grudnia 1924 r. przewrót w Tallinnie nie zyskał szerokiego poparcia i został szybko stłumiony. Anvelt ocalił życie, ukrywając się w ambasadzie radzieckiej.

### W ZSRR
W 1925 udał się do ZSRR. W latach 1926–1929 pełnił obowiązki komisarza Akademii Sił Powietrznych im. Żukowskiego. Następnie do 1935 r. pracował na stanowiskach urzędniczych w lotnictwie cywilnym. Regularnie reprezentował również Estonię (gdzie partia komunistyczna została całkowicie rozbita aresztowaniami) na kongresach Międzynarodówki Komunistycznej. W 1935 r. mianowano go przewodniczącym Międzynarodowej Komisji Kontroli Kominternu.

### Aresztowanie i śmierć
Padł ofiarą stalinowskich czystek. Według części źródeł został rozstrzelany, według innych - zmarł wskutek tortur, jakim został poddany w śledztwie przez funkcjonariusza NKWD Aleksandra Langfanga. W 1957 r. został całkowicie zrehabilitowany. 

## Rodzina

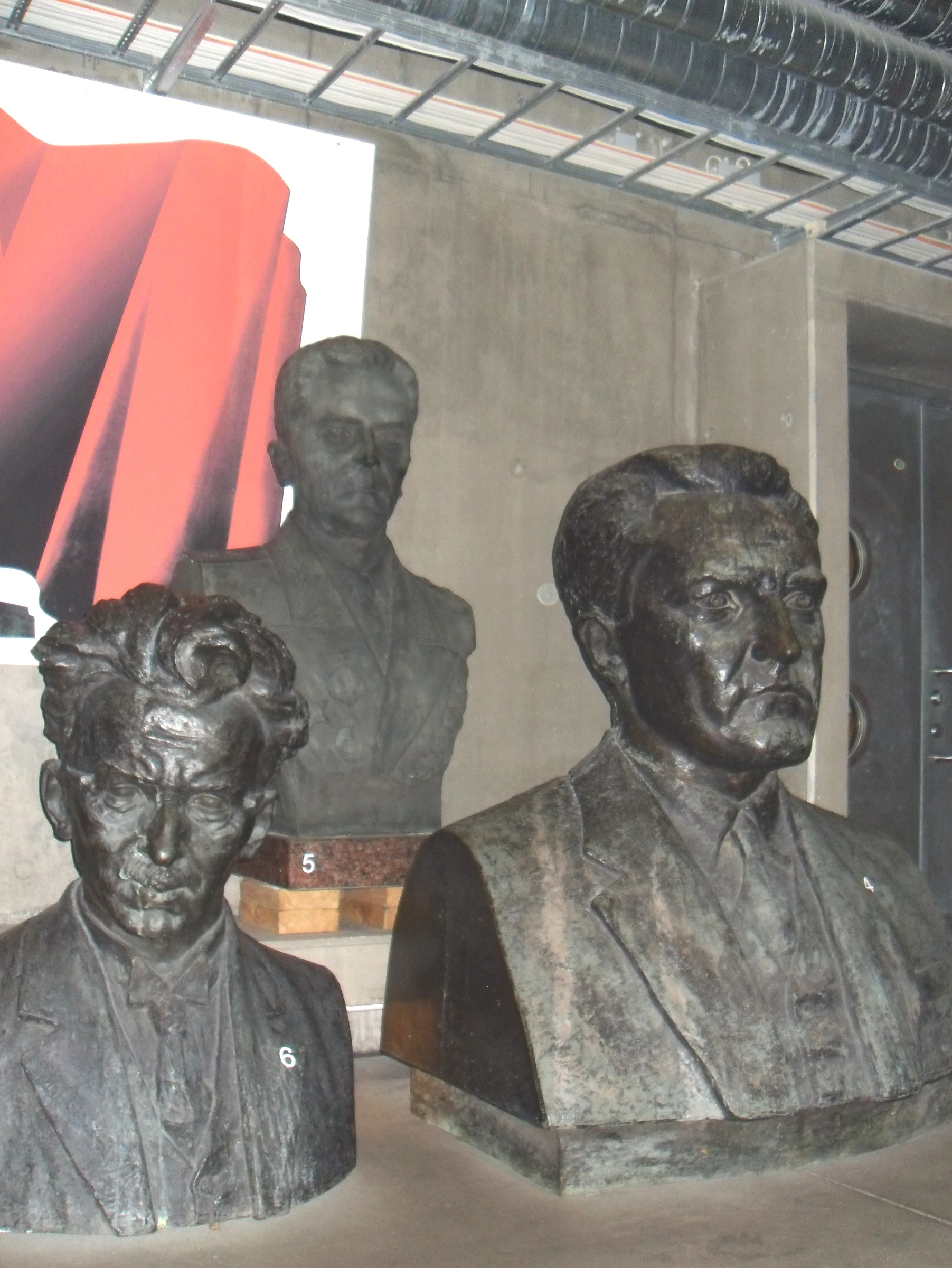
Zdemontowane pomniki estońskich działaczy komunistycznych - Hansa Pöögelmanna, gen. Lembita Pärna i Jaana Anvelta w Muzeum Okupacji w Tallinnie

W latach 1909–1910 jego żoną była Alma Ostra, również działaczka partii socjaldemokratycznej. Małżeństwo to miało fikcyjny charakter i miało umożliwić kobiecie zmianę nazwiska. W 1912 r. zawarł drugie małżeństwo z J. Wasiljewą. Po raz trzeci ożenił się z estońską malarką i działaczką rewolucyjną Alisą Marią Leevald. Z tego związku urodziła się córka Kimu i syn Jaan. Wnuk Jaana Anvelta Andres jest oficerem policji, działaczem Socjaldemokratycznej Partii Estonii, w latach 2016-2018 r. był ministrem spraw wewnętrznych Estonii.

## Upamiętnienie
W Estońskiej SRR imię Jaana Anvelta nosiła ulica w Narwie (przemianowana po 1991 r. na ul. Paula Keresa), w Tallinnie (podzielona na dwie, Reimana i Kivisilla) oraz ulica w Põltsamaa (przemianowana na Jaama). Ponadto w Tallinnie, Toila i Jõhvi znajdowały się pomniki przywódcy Estońskiej Komuny Ludu Pracującego, był on także patronem narewskiej filii Uniwersytetu Pedagogicznego w Tallinnie.